# Stochelo Rosenberg
Stochelo Rosenberg (Helmond, 19 febbraio 1968) è un chitarrista olandese, che suona jazz manouche nello stile di Django Reinhardt ed è il leader del gruppo Rosenberg Trio.

## Biografia
Rosenberg nasce da una famiglia di musicisti sinti ed ha cominciato a suonare la chitarra all'età di 10 anni seguendo gli insegnamenti del padre, Mimer Rosenberg, dello zio Wasso Grunholz, ma soprattutto ascoltando le incisioni del caposcuola della chitarra jazz manouche, Django Reinhardt.
A soli 12 anni Rosenberg vince il primo premio di una gara musicale televisiva per ragazzi, suonando assieme al cugino Nous'che Rosenberg alla chitarra ritmica e Rino van Hooydonk al basso. Nonostante l'interesse di svariate compagnie discografiche, durante l'adolescenza per volontà dei genitori Stochelo Rosenberg è rimasto fuori dal mondo discografico. In questo periodo Rosenberg continua a suonare nei ritrovi zingari di tutta Europa, assieme al cugino Nous'che alla chitarra ritmica ed al fratello Nonnie al contrabbasso.

## Discografia

### Con il Rosenberg Trio
- Seresta (1989, Hot Club Records)
- Gipsy Summer (1991, Polydor)
- Impressions (1992, Polydor)
- Live at the North Sea Jazz Festival '92 (1992, Polydor)
- Caravan (1994, Polydor)
- Gypsy Swing (1995, Polydor)
- Noches Calientes (1995, Polydor)
- 3 - O r i g i n a l s (compilation dei primi 3 album) (1998, Polydor)
- Sueños Gitanos (2001, Polydor)
- Het beste van… (2-CD) (2001, Polydor)
- Live in Samois (Tribute to Django Reinhardt) 	(2003, Universal Music)
- Louis van Dijk & The Rosenberg Trio (2004, Pink)
- Live 1992-2005 (2005, Brilliant Jazz)
- Roots (2007, Iris Music/Harmonia Mundi)
- Tribute to Stéphane Grappelli - feat. Tim Kliphuis (2008, FMJazz/ Foreign Media Music)
- Djangologists - feat. Bireli Lagrene (2010, therosenbergtrio.com)

### Da solista
- Ready 'n Able (2005, Iris Music)